# Nelson Luersen
Nelson Lauro Luersen (Capinzal, 1 de junho de 1962) é um político brasileiro.

## Vida pública
Foi prefeito da cidade de Planalto por três vezes, de 1997 a 2000, de 2001 a 2004 e de 2009 a 2010, renunciando ao cargo em março de 2010 para se candidatar a deputado estadual.
Na eleição de 2010 elegeu-se deputado com mais de 43 mil votos, sendo reeleito em 2014 com 37.316 votos e em 2018 com 28.887 votos, não conseguiu se reeleger em 2022. Na Assembléia foi relator da CPI das Falências, vice-presidente da CPI dos Leitos Hospitalares do SUS e presidente da CPI do Pedágio.

## Histórico Eleitoral
| Ano  | Eleição            | Partido | Candidato a       | Votos  | %      | Resultado  | Ref   |
| ---- | ------------------ | ------- | ----------------- | ------ | ------ | ---------- | ----- |
| 1996 | Planalto           | PTB     | Prefeito          | 4.798  | 53,86% | Eleito     | [ 2 ] |
| 2000 | Planalto           | PTB     | Prefeito          | 6.069  | 100%   | Eleito     | [ 3 ] |
| 2008 | Planalto           | PDT     | Prefeito          | 5.063  | 56,73% | Eleito     | [ 4 ] |
| 2010 | Estadual do Paraná | PDT     | Deputado Estadual | 43.510 | 0,76%  | Eleito     | [ 5 ] |
| 2014 | Estadual do Paraná | PDT     | Deputado Estadual | 37.316 | 0,72%  | Eleito     | [ 6 ] |
| 2018 | Estadual do Paraná | PDT     | Deputado Estadual | 28.877 | 0,51%  | Eleito     | [ 7 ] |
| 2022 | Estadual do Paraná | UNIÃO   | Deputado Estadual | 29.878 | 0,53%  | Não Eleito | [ 8 ] |